# Mary Lindemann
Mary Lindemann (Cincinnati, 23 aprile 1949) è una storica statunitense specializzata in storia europea della prima età moderna, in particolare di storia tedesca, olandese e fiamminga, e di storia della medicina.
È presidentessa della American Historical Association dal 2020 ed è stata presidentessa della German Studies Association nel periodo 2017-2018. È co-curatrice editoriale della rivista Early Modern Women: An Interdisciplinary Journal.

## Biografia
Ha conseguito il dottorato di ricerca in storia all'Università di Cincinnati nel 1980, ed è professoressa di storia all'Università di Miami dal 2004.
Le è stata conferita la medaglia William H. Welch nel 1998. 
Ha ricevuto una borsa di studio presso il National Endowment for the Humanities per il 1997-1998 ed una Borsa di studio Guggenheim per il 1998-1999. È stata Fellow-in-Residence presso il Netherlands Institute for Advanced Study nel periodo 2002-2003 ed affiliata con il Wellcome Trust Centre for the History of Medicine nel periodo 2007-2008. È stata inoltre Fellow-in-Residence presso l'Accademia reale fiamminga del Belgio per le scienze e le arti nel 2011 e ricercatrice senior per lo Stato della Bassa Sassonia alla Herzog August Library dal 2014 al 2016.
Il suo primo libro Patriots and Paupers: Hamburg, 1712–1830 ha ricevuto un "Outstanding Academic Title" dalla rivista Choice della American Library Association. 

## Opere

### Libri
- (EN) Patriots and Paupers: Hamburg, 1712-1830, Oxford University Press, 1990.
- (EN) Health and Healing in Eighteenth-Century Germany, Johns Hopkins University Press, 1996.
- (EN) Medicine and Society in Early Modern Europe, Cambridge University Press, 1999.
- (EN) Liaisons dangereuses: Sex, Law, and Diplomacy in the Age of Frederick the Great, Johns Hopkins University Press, 2006.
- (EN) The Merchant Republics: Amsterdam, Antwerp, and Hamburg, 1648–1790, Cambridge University Press, 2015.

### Capitoli e articoli
- (EN) Mary Lindemann, The Anxious Merchant, the Bold Speculator, and the Malicious Bankrupt: Doing Business in Eighteenth-Century Hamburg, in Margaret C. Jacob and Catherine Secretan (a cura di), The Self-Perception of Early Modern Capitalists, Palgrave Macmillan, 2009.